# FZD2
Uvojiti-2 je protein koji je kod ljudi kodiran FZD2 genom.
Članovi familije 'uvojitih' proteina su 7-transmembranski receptori za Wnt signalne proteine. Izražavanje FZD2 gena je razvojno regulisano, sa visokim nivoima izraženim u bubrezima i plučima fetusa, i u crevima i jajnicima odraslih osoba.

## Literatura
- Wang Y; Macke JP; Abella BS;  . (1996). „A large family of putative transmembrane receptors homologous to the product of the Drosophila tissue polarity gene frizzled.”. J. Biol. Chem. 271 (8): 4468—76. PMID 8626800. doi:10.1074/jbc.271.8.4468.
- Finch PW; He X; Kelley MJ;  . (1997). „Purification and molecular cloning of a secreted, Frizzled-related antagonist of Wnt action.”. Proc. Natl. Acad. Sci. U.S.A. 94 (13): 6770—5. PMC 21233 . PMID 9192640. doi:10.1073/pnas.94.13.6770.
- Tanaka S; Akiyoshi T; Mori M;  . (1998). „A novel frizzled gene identified in human esophageal carcinoma mediates APC/beta-catenin signals.”. Proc. Natl. Acad. Sci. U.S.A. 95 (17): 10164—9. PMC 21479 . PMID 9707618. doi:10.1073/pnas.95.17.10164.
- Hering H, Sheng M (2002). „Direct interaction of Frizzled-1, -2, -4, and -7 with PDZ domains of PSD-95.”. FEBS Lett. 521 (1–3): 185—9. PMID 12067714. doi:10.1016/S0014-5793(02)02831-4.
- Strausberg RL; Feingold EA; Grouse LH;  . (2003). „Generation and initial analysis of more than 15,000 full-length human and mouse cDNA sequences”. Proc. Natl. Acad. Sci. U.S.A. 99 (26): 16899—903. PMC 139241 . PMID 12477932. doi:10.1073/pnas.242603899.
- Oishi I; Suzuki H; Onishi N;  . (2004). „The receptor tyrosine kinase Ror2 is involved in non-canonical Wnt5a/JNK signalling pathway”. Genes Cells. 8 (7): 645—54. PMID 12839624. doi:10.1046/j.1365-2443.2003.00662.x.
- Omoto S; Hayashi T; Kitahara K;  . (2004). „Autosomal dominant familial exudative vitreoretinopathy in two Japanese families with FZD4 mutations (H69Y and C181R)”. Ophthalmic Genet. 25 (2): 81—90. PMID 15370539. doi:10.1080/13816810490514270.
- Gerhard DS; Wagner L; Feingold EA;  . (2004). „The status, quality, and expansion of the NIH full-length cDNA project: the Mammalian Gene Collection (MGC)”. Genome Res. 14 (10B): 2121—7. PMC 528928 . PMID 15489334. doi:10.1101/gr.2596504.

## Spoljašnje veze
- „Frizzled Receptors: FZD2”. IUPHAR Database of Receptors and Ion Channels. International Union of Basic and Clinical Pharmacology. Архивирано из оригинала 03. 03. 2016. г.